# Langi

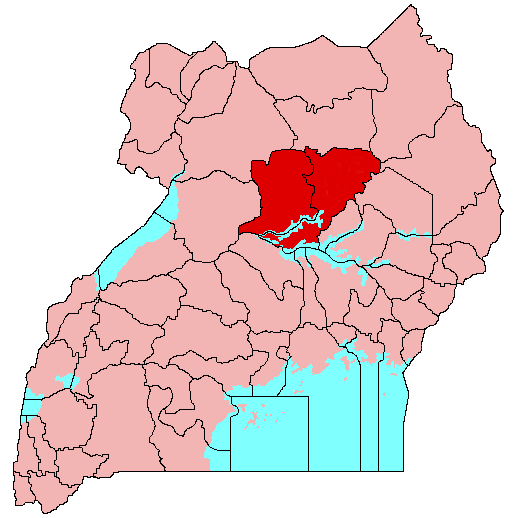
Die Lango-Subregion in Uganda

Die Langi (Singular Lango) sind eine Ethnie im Norden Ugandas, dessen Zentrum der Distrikthauptort Lira ist. In Uganda leben etwa 2.100.000 Langi. Das Gebiet der Langi hieß ehemals Lango District und umfasst heute die Distrikte Apac, Oyam, Lira, Dokolo und Amolatar. Ihre Sprache heißt ebenfalls Lango.

## Herkunft
Einige Anthropologen vermuten, dass sie als Teil einer Gruppe um das Jahr 1600 aus Äthiopien migrierten und sich dann abermals in zwei weitere Gruppen aufteilten, wobei sich die eine Gruppe in das heutige Kenia siedelte, zu den dortigen Völkern Kalenjin und Maasai. Die andere Gruppe, genannt Ateker, wanderte westwärts und besiedelte Uganda vom Nordosten her. Die Ateker wiederum teilten sich erneut in vier weitere Stämme um die Karamojong, Iteso, Kumam und eben jene Langi. Die Langi siedelten sich erneut weiter westwärts an, wo sie auf die Acholi trafen, welche sie aber weiter in Richtung Norden an den Kyogasee vertrieben. Viele Langi sehen sich auch heute noch als Ateker, auch wenn sie aus heutiger Sicht ein eigenes Volk sind.
Der Begriff Lango ist ein relativ neues Wort. Er wird in keinem Buch oder Erzählung durch Stammesälteste erwähnt, wie beispielsweise Kihangires Veröffentlichung von 1957 The marriage customs of the Lango tribe (Uganda) in relation to canon Law nahelegt, der im Zuge seiner Dissertation Stammesführer befragte. Das Wort tauchte erstmals in John Toshs 1978 erschienenem Buch Clan Leaders and Colonial Chiefs in Lango. The Political History of an East African Stateless Society 1800-1939 auf. Auch frühere Reisen, Unternehmungen oder Erkundungen wurden stets unter den Titeln „Land der Lango“, „Lango-Land“ oder „Lango-Menschen“ beschrieben.
Die Abgrenzung der Langi erweist sich als kompliziert. Julius Odwe gab 2011 an, „Langi existieren unter sehr vielen Kategorien von ethnischen Identitäten. Es gab mindestens einen Namen in der Etymologie, welcher vielleicht verstanden werden könnte, als einer der vielen verschiedenen ethnischen Gruppen, welche der Ursprung sein könnten“ und fügte hinzu, „als die britischen Kolonialisten 1862 kamen, gab es nur die Langi von Uganda und eben eine kleinere Gruppe in Agoro im Süd-Sudan, welche den Namen ‚Lango‘ für sich beanspruchten.“

## Sprache
Viele Langi sprechen Lango (auch Leblango), eine westnilotische Sprache ähnlich derjenigen der nördlichen Nachbarn Acholi und Alur. Die Langi teilen auch viele kulturelle Charakteristika mit den im Osten lebenden Atekern (Ost-Nilotisch). Durch die anhaltenden Überlagerungen mit den Acholi verloren die meisten Langi ihre Ursprungssprache der Ateker und nahmen die Sprache Luo der Acholi an.

## Kultur
Die Langi kennen drei Typen von Lamellophonen (okeme), von denen manchmal bis zu 15 oder 20 in einem Ensemble zur Gesangsbegleitung verwendet werden.
Ikoce ist ein Sprungtanz einer Gruppe von Männern, zu dem ein unisono Chorgesang gehört. Der Vorsänger und Leiter spielt eine Reihe von acht bis zehn kleinen Röhrentrommeln myel bul, die er im Halbkreis um sich herum aufgestellt hat mit den Händen schlägt.

## Wappen
Das Wappentier der Langi ist das Amuka (das Rhinozeros). Amuka symbolisiert Unabhängigkeit, Stärke und Friedfertigkeit solange es nicht gestört wird.

## Persönlichkeiten
- Milton Obote (1924–2005), erster Präsident nach der Unabhängigkeit Ugandas,[8]
- John Akii-Bua (1949–1997), Sieger und Weltrekordler im 400-Meter-Hürdenlauf bei den Olympischen Spielen 1972 in München.[9]